# Lorenzo Buffon
Lorenzo Buffon, född 19 december 1929 i Majano i Italien, är en italiensk före detta fotbollsmålvakt. Han deltog i Italiens VM-trupp 1962, och anses vara en av landets främsta målvakter under 1900-talet. Hans kusin var farfar till fotbollsmålvakten Gianluigi Buffon.